# キディライド
キディライドとは、子どもが短時間乗って遊べるコイン式の電動遊具である。日本では自動木馬やコイン遊具とも呼ばれ、ショッピングセンター、遊園地、テーマパークなどさまざまな場所に設置されている。動きは比較的ゆっくりしており、外観は自動車、列車、動物、キャラクターなどを模したものが多い。利用料金は硬貨を投入するか、施設によってはプリペイドカードや電子マネーで支払う。近年は非接触決済に対応した機種も登場している。

## 歴史
日本におけるコイン式遊具は1920年代末から始まり、1929年には国内初の自動木馬が日本娯楽機によって製造された。1931年、東京浅草の松屋百貨店に開業した「スポーツランド」には、親子で楽しめる豆自動車（バッテリーカー）や自動木馬などが設置され、アミューズメント施設として注目を集めた。戦後以降、百貨店屋上や遊園地を中心に普及し、技術の進歩とともにさまざまな種類の遊具が登場した。

## 特徴
キディライドは、投貨やカード操作により座席が上下・前後・左右にゆっくり揺れて数分間の遊びを提供する。外観は自動車、バス、列車、飛行機、バイクなどの乗り物や、馬、うさぎ、イルカ、恐竜などの動物、あるいはアンパンマンやトーマスなど人気キャラクターを模したものが主流である。近年の機種には、利用者の安全を考慮した緩やかな起動・停止や障害物検知センサー、定員超過時の自動停止機能、急停止ボタンなどが搭載されている。

## 音楽
初期のキディライドは内蔵BGMを持たず、モーター音や走行音のみが出る機種も多かった。やがて簡易な電子回路によって短いメロディや童謡を繰り返し流すモデルが登場し、さらに音楽用のカセットテーププレーヤーやデジタルオーディオ装置を搭載した機種へと進化した。デジタル音源では複数の楽曲や番組のテーマソングを再生でき、購入者がカスタマイズした音源に差し替えることも可能である。また、再生する楽曲をランダムに切り替える機能を備えた機種や、BGMの代わりに短いストーリーを語り聞かせるタイプもある。

## 日本における現状
日本国内では、ショッピングモール内のファミリー向けアミューズメント施設（例：モーリーファンタジー、ナムコランド、Kid’s US.LANDなど）、動物園や公園の遊園地、デパート屋上、温浴施設のゲームコーナーなどにキディライドが設置されている。ファミリー層を対象にした屋内遊び場「わいわいぱーく」や「のびっこ」などでも、幼児向けのコイン乗り物が導入されている。乗り物ラボラトリーの調査によると、全国のキディライド設置店舗は確認できるだけで約238店舗にのぼり、各都道府県に複数の設置場所が存在する。

## 分類
- 軌道型 – 小型列車などのレールを走るタイプで、数人の子どもが乗れる。
- 小型観覧車型 – 安全ベルト付きの座席がゆっくりと回転する。
- 小型回転木馬型 – 1～数人乗りのミニカルーセルで、子ども向けに設計されている。
- 油圧型 – 油圧アームにより上下に動き、高さをボタンやレバーで調整できる。
- 揺動型 – 一般的な揺り動くタイプで、馬や車などの形状が多い。
- バッテリーカー – 自由に動かせる電動乗り物で、室内外の遊園地やショッピングセンターに導入されている。
- シーソー型 – シーソーのように上下する1人乗りの遊具。
- ビデオゲーム併設型 – モニターやボタンが付属し、映像と連動して揺れる機種。
- キャラクターライド – アンパンマンやウルトラマンなど著名なキャラクターを題材としたライド。日本では版権管理が厳格なため、正規ライセンス品が主流である。

## 安全対策
現在のキディライドは、利用者の安全を確保するために様々な安全装置が備わっている。代表的なものとして、急停止ボタン、障害物検知センサー、定員超過時の自動停止機能、緩やかな起動・停止動作が挙げられる。また、利用前後に音声で注意喚起を行う機種もある。

## 人気の理由
キディライドの人気は、揺れによる安心感やリラックス効果、光や音楽による多感覚刺激、親世代の懐かしさなど複合的な要因によるとされる。乳幼児は適度な揺れで心拍が安定するという研究報告もあるほか、キャラクターとの一体感やゲーム要素が子どもの興味を引きつけている。

## 個人利用と神経多様性
多くのキディライドは商業施設向けに設置されているが、一部の人々は懐かしさやコレクション目的で個人で所有したり、自宅で使用したりしている。また、自閉スペクトラム症や注意欠陥・多動性障害など神経多様性のある人々の中には、特定の対象や活動に強い興味（特殊な興味）や過集中を示す者がいる。こうした興味は本人の感情調整や幸福感に寄与し、キディライドや他の子供向け遊具を収集したり繰り返し利用したりする動機となる場合がある。研究では、自閉スペクトラム症の成人において特殊な興味と主観的幸福感が正の相関関係にあることが報告されている。
一方で、自閉スペクトラム症やADHD当事者は、視覚・聴覚・前庭系の感覚過敏や鈍麻を経験することが多く、明るい光や大きな音、揺れなどの刺激に対して不快感や不安を覚える場合がある。このため、テーマパークやショッピングセンターでは、騒音や強い光を避けられる静かな休憩スペースや感覚に配慮した環境を整えることが推奨されている。

## 健康への影響
遊具自体は短時間の前庭刺激として有益だが、大音量の音楽や過剰な揺れは幼児に負担をかける恐れがある。保護者は騒音レベルや利用時間を適切に調整し、遊具付近の状況を確認することが推奨される。